# 常州北駅
常州北駅 (じょうしゅうきたえき、英語Changzhou North Railway Station、中国語:常州北站) は、中国の江蘇省常州市にある駅である。この駅は京滬高速鉄道の列車が発着する。常州地下鉄1号線が開業しており、当駅が乗り換えが可能となっている。

## 所属路線
- 中国国鉄
  - 京滬高速鉄道：北京南駅より1144km、上海虹橋駅まで158km

## 駅構造
島式ホーム2面の地上駅である。2本の通過線を持つ。

## 歴史
- 2011年6月30日 - 京滬高速鉄道が開業

## 隣の駅
中国国鉄
京滬高速鉄道
丹陽北駅 - 常州北駅 - 無錫東駅